# 임다미
임다미(영어: Dami Im 다미 임[*], 1988년 10월 17일 ~ )는 한국계 오스트레일리아인 가수이다. 그녀는 9살때 대한민국에서 오스트레일리아로 이민을 떠났다. 그녀는 2010년 첫번째 정규 앨범인 Dream을 발매하였다. 2013년 《더 엑스 팩터 오스트레일리아》 우승 이후, 소니 뮤직과 레코딩 계약을 맺었으며, 그녀의 첫 싱글인 "Alive"는 오스트레일리아 주간 차트에서 1위로 데뷔하였다. 또한 그녀의 이름을 딴 두번째 앨범 Dami Im을 발매하였고, 이 앨범 역시 오스트레일리아 차트에서 1위로 데뷔하였다. 임다미는 엑스 팩터 참가자 사상 처음으로 앨범과 싱글을 1위로 데뷔시키는 성과를 거두었다. 2014년, 그녀는 세번째 앨범 Heart Beats를 발매하는데, 싱글로 발매한 "Gladiator", "Super Love"은 오스트레일리아 차트에서 11위를 기록하였다. 유로비전 송 콘테스트 2016에 오스트레일리아 대표로 참가해 2위를 기록했다.

## 생애
임다미는 1988년 10월 17일 대한민국에서 오페라 가수인 부모님 사이에서 첫째로 태어났다. 그녀는 다섯살 때부터 피아노를 배웠으며, 어릴적부터 좋아하는 가수의 노래를 직접 불러 녹음하는 걸 좋아했다고 한다. 오스트레일리아에서 자라는 것이 더 좋은 기회를 가질 수 있을 거라는 부모님의 결정하에 그녀는 9살때 어머니, 남동생과 함께 오스트레일리아로 이민을 가게되었다. 그녀와 가족은 브리즈번의 삼촌집에서 머물렀으며, 아버지는 한국에서 머물며 그들을 금전적으로 지원하였다. 임다미의 부모님은 현재 같이 살며 일년의 반은 오스트레일리아에서 반은 대한민국에서 지낸다고 한다.
11살때 그녀는 그리피스 대학교의 음악학교 프로그램에서 공부하기 시작하였고, 야마하 유소년 피아노 경연대회의 오스트레일리아 국내 결선에 오르기도 하였으며 노라 베드 장학금과 퀸즈랜즈 피아노 경연에서도 여러번 우승하였다. 그녀는 2005년 존 폴 컬리지를 졸업하였다. 그곳의 학교 생활동안 주로 피아노와 바이올린으로 협주에 참여하였으며 노래를 부르지는 않았다고 한다. 2009년에는 퀸즈랜드 대학교를 음악 전공 수석으로 졸업하였고, 그리피스 대학교에서 석사를 마쳤다.

### 초기 경력
임다미는 대한민국의 청년 기독교 캠프에서 잠시 가스펠 가수로 활동했다. 2010년에는 9개 트랙으로 이루어진 그녀의 첫 데뷔 앨범 Dream을 발표했다.
 2011년에는 영어로 된 2개의 곡을 추가해 재발매하였다. 2011년 12월 5일엔 7개 곡이 든 크리스마스 EP인 Snow & Carol을 발매하였다. 2012년 7월 9일엔 두번째 EP인 Intimacy를 공개했다.

### 더 엑스 팩터 오스트레일리아
2013년 임다미는 《더 엑스 팩터 오스트레일리아》의 다섯번째 시즌 오디션에 머라이어 캐리의 《Hero》를 불러 합격하였다. 그녀는 수퍼 부트 캠프를 거치며 탈락했지만, 도중에 하차한 다른 도전자 대신 다시 합류하게 되었다. 복귀 후 그녀는 비욘세의 《If I Were a Boy》를 불렀고, 대니 미노그가 그녀의 멘토로 확정되었다.
이후 그녀는 10주에 걸친 라이브 서바이벌 경연에서 《Purple Rain》, 《Bridge over Troubled Water》, 《Wrecking Ball》등을 부르며 결승에 오르게 되었다. 2013년 10월 27일 그랜드 파이널에서 그녀는 3개의 곡을 불러야 했는데, 오디션 곡이였던 《Hero》와 우승자가 가지게 될 싱글 곡 《Alive》, 뮤지컬 영화 드림걸즈에서 제니퍼 허드슨이 불렀던 《And I Am Telling You I'm Not Going》이 결정되었다. 특히 《And I Am Telling You I'm Not Going》퍼포먼스 직후엔 4명의 심사위원진이 모두 일어나 환호했으며, LMFAO의 DJ 레드푸는 자기 인생에서 본 최고의 공연이라고 칭찬했다. 대니 미노그는 그녀의 공연에 세계적 수준이라고 평했다. 그랜드 파이널에서 그녀는 최종 우승자로 확정되었다.

### Dami Im&Heart Beats

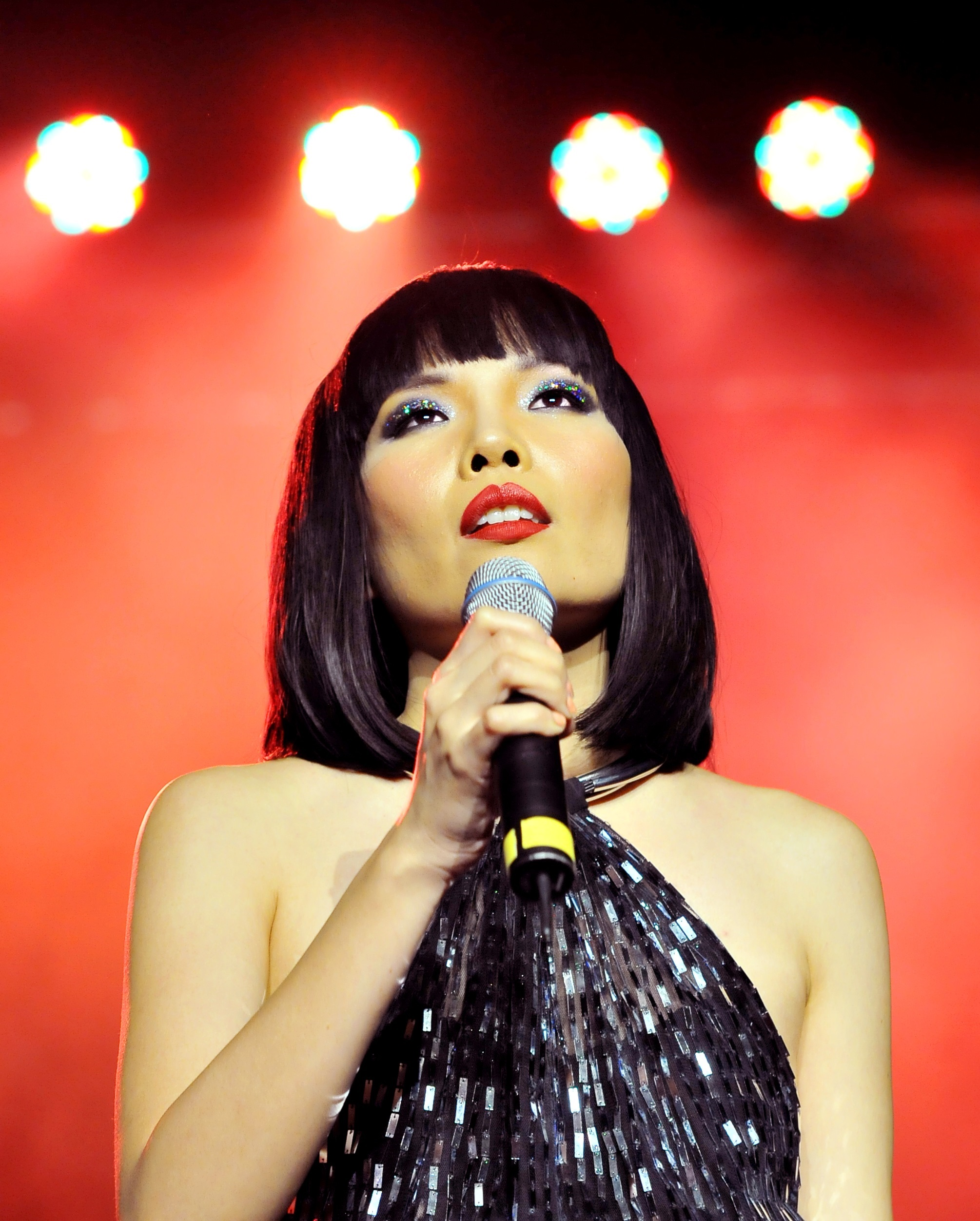
2013년 11월 더 엑스 팩터 라이브 투어 공연 중

《더 엑스 팩터 오스트레일리아》에서의 우승 후 임다미는 아이튠즈 스토어를 통해 싱글 앨범 Alive를 발매하였다. 또한 소니 뮤직 오스트레일리아와 레코딩 및 매니지먼트 계약을 하게 되었다. Alive는 발매 후 4일만에 ARIA 차트 1위에 올랐다.
해당 싱글앨범은 7만장 이상 팔리며 오스트레일리아 음반 산업 협회로부터 플래티늄 인증을 받았다. 2013년 11월 15일 《더 엑스 팩터 오스트레일리아》에서 불렀던 커버곡들이 수록된 스튜디오 두번째 앨범인 Dami Im을 발표했다. Dami Im 또한 ARIA 차트 1위에 오르고 7만장 이상 팔리며 플래티늄 인증을 받았다. 임다미는 《더 엑스 팩터 오스트레일리아》 참가자 중엔 처음으로 우승 후 싱글로 차트 1위를 기록한 가수이다. 2013년 11월 23일부터 12월 2일까지 더 엑스 팩터 라이브 투어를 진행했다.
2014년 1월 24일 오스트레일리아의 날을 기념하기 위해 임다미는 제시카 모보이, 저스티스 크루, 서맨사 제이드와 함께 I Am Australian 2014년 커버를 발표했다. 해당 곡은 ARIA 차트 51위까지 올랐었다. 다미임은 2014년 3월 7일 돌리 파튼의 동명의 곡을 아쿠스틱으로 커버한 싱글 Jolene를 공개하였으나 차트 진입에는 실패했다.
임다미의 세번째 일범인 Heart Beats가 2014년 10월 17일 공개되며, ARIA 차트 7위로 데뷔하였다. 정식 앨범이 발매되기전 《Super Love》와 《Gladiator》 두개의 싱글이 먼저 발표되었는데, 두 곡 모두 ARIA 차트 11위까지 기록하였다. 《Super Love》는 가온 차트에서 20위를 기록하며 플래티늄 인증을, 《Gladiator》은 3만5천장 이상 팔려 골드 인증을 받았다. 2015년 5월 29일에는 여섯번째 리드 싱글인 Smile을 발매하였다.

### 유로비전 송 콘테스트 그리고Classic Carpenters
2016년 3월 3일 유로비전 송 콘테스트 2016에 오스트레일리아 대표로 임다미가 선정되었음이 발표되었다. 그녀는 《Sound of Silence》로 유로비전 송 콘테스트의 무대에 서 총합 2위를 기록했다. 발표 하루 뒤인 3월 3일에는 카펜터스의 유명 곡들을 재해석해 부른 새 앨범 Classic Carpenters가 4월 중에 발매될 것임을 밝혔다. Classic Carpenters는 2016년 4월 22일 공개되었다.

## 사생활
임다미의 종교는 기독교다. 그녀는 전직 대한민국 군인이였던 현재의 남편 김노아를 만나 2012년 9월 서울에서 결혼하였다. 현재 임다미 부부는 퀸즈랜드의 로건 시티에서 살고 있다. 2013년 10월 그녀는 로건 시티의 문화 대사로 임명되었으며, 시장 팸 파커로부터 시의 열쇠를 수여받았다. 2013년 12월 4일에 열쇠 수여식이 열렸다.

## 음반 목록
- Dream (2011)
- Dami Im (2013)
- Heart Beats (2014)
- Classic Carpenters (2016)
- I Hear a Song (2018)

## 출연 작품

### 예능
- 2015년 MBC 《미스터리 음악쇼 복면가왕》 - 자유로 여신상